# بل (ایلینوی)
بل (به انگلیسی: Bell) یک منطقهٔ مسکونی در ایالات متحده آمریکا است که در شهرستان لوگان، ایلینوی واقع شده‌است. بل ۱۸۲٫۸۸ متر بالاتر از سطح دریا واقع شده‌است.